# Jesús Maraña
Jesús Maraña Marcos (Sahagún, 1961) es un periodista, escritor y tertuliano español, director del medio en línea Infolibre.

## Biografía

### Inicios
Nació en  Sahagún (provincia de León) en una familia de cuatro hermanos y tres hermanas. Uno de sus hermanos es el periodista especializado en relaciones internacionales y profesor de la Universidad Complutense, Felipe Sahagún. Jesús Maraña estudió el bachillerato en el instituto de Villalón de Campos y con dieciséis años salió de León para hacer COU en Madrid. Desde entonces ha llevado a cabo una extensa carrera profesional fuera de su tierra.

### Trayectoria
Licenciado en Ciencias de la Información por la Universidad Complutense de Madrid, inició su andadura profesional en el diario Informaciones de Madrid. En la prensa pasó más tarde a trabajar como reportero en el diario Ya. Colaboró con Televisión Española en el programa Si yo fuera presidente, y más tarde en el programa Hora Cero en Antena 3 con Jesús Hermida. Continuó su carrera en distintas revistas y semanarios desde 1985 en el Grupo Zeta: redactor de la revista Tiempo y cofundador de la revista Tribuna en 1988.  
Su regreso al periodismo diario se produjo en 1995 en el diario El Mundo como redactor jefe. En 1999 se incorporó a Interviú, siendo nombrado director de la publicación. En noviembre de 2001 participó en la tertulia de la emisora Onda Cero La Brújula. En 2002 asumió la dirección del conjunto de las revistas del Grupo Zeta y desde 2005 se hizo cargo de la dirección de la revista Tiempo de Hoy. En 2005 empezó a participar en las tertulias políticas Madrid opina, de Telemadrid. Colabora en los programas de RTVE "Los desayunos de TVE", "59 segundos", y "En días como hoy" en Radio Nacional de España. También aparecía de manera habitual en los debates de los programas La Sexta Noche y Al rojo vivo.
Desde 2007 hasta 2010 ocupó el cargo de subdirector en el periódico Público. Tras la partida de su anterior director, Félix Monteira, al ser nombrado éste secretario de Estado de Comunicación. Maraña fue director de Público hasta que dejó de publicarse el diario en su edición en papel en 2012. En 2013 fundó el medio en línea Infolibre, web de la que es director.

## Obras
- 2015 – Conversaciones con Luis García Montero. Ediciones Turpial. ISBN: 9788495157836.[8]
- 2017 –  Al fondo a la izquierda. Editorial Planeta. ISBN:9788408171157.[9]

## Premios y reconocimientos
- 2023: Premio de Comunicación de la Asociación Pro Derechos Humanos de España.[10]